# Onthophagus lemuroides
Onthophagus lemuroides là một loài bọ cánh cứng trong họ Bọ hung (Scarabaeidae).